# Gare de Marlieux – Châtillon
Gare de Marlieux - Châtillon – przystanek kolejowy w Marlieux, w departamencie Ain, w regionie Owernia-Rodan-Alpy, we Francji.
Został otwarty w 1866 r. przez Compagnie des chemins de fer de Paris à Lyon et à la Méditerranée (PLM). Dziś jest przystankiem kolejowym Société nationale des chemins de fer français (SNCF), obsługiwanym przez pociągi TER Rhône-Alpes.

## Położenie
Znajduje się na wysokości 270 m n.p.m., na km 45,760 linii Lyon – Bourg-en-Bresse, pomiędzy stacjami Villars-les-Dombes i Saint-Paul-de-Varax.